# Jaskier Amalasunty

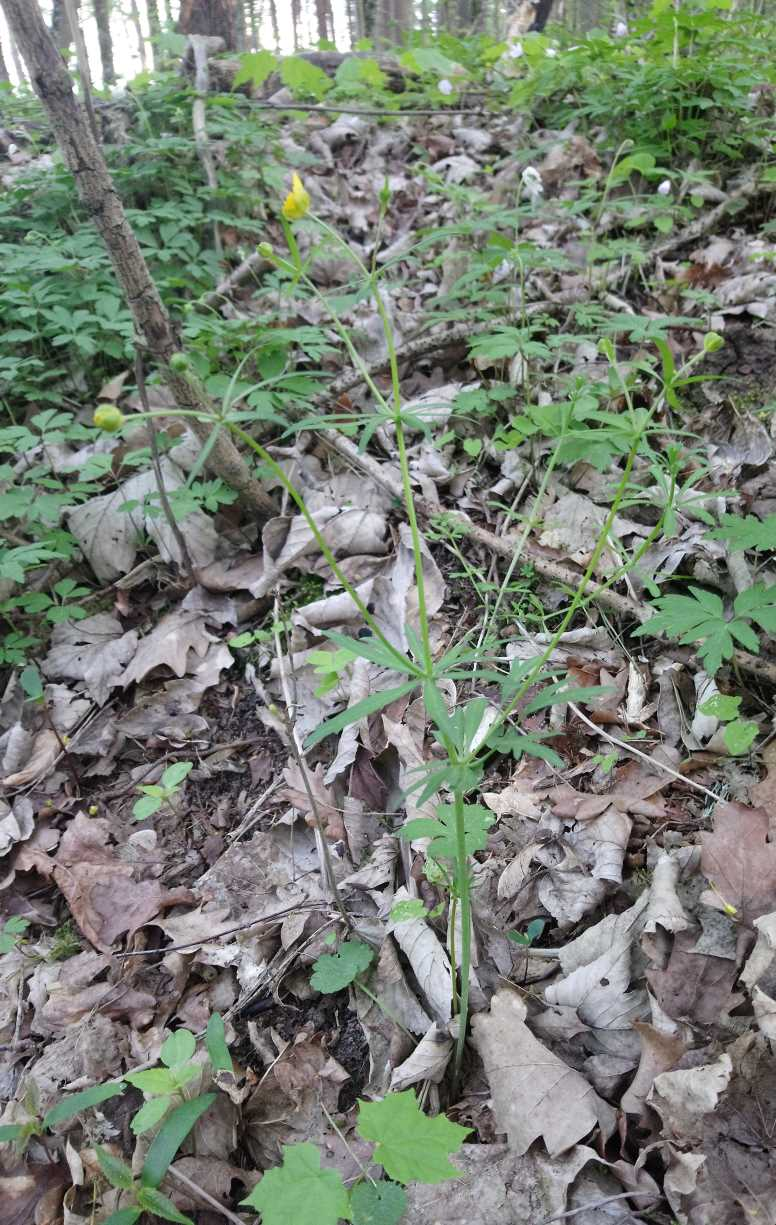
Ranunculus amalasuinthae w lesie w okolicach Sianowa

Jaskier Amalasunty (Ranunculus amalasuinthae Halamski) – gatunek z rodzaju jaskier; mikrogatunek, należący do gatunku zbiorowego jaskier różnolistny, znany z kilku stanowisk na Pomorzu Zachodnim. Nazwa upamiętnia królową gocką Amalasuntę, a została nadana ze względu na bliskość jednego ze stanowisk gatunku i cmentarzyska Gotów w Grzybnicy.

## Morfologia

### Opis
Roślina o wysokości (30–)35–40 cm, o 1–2(–3) łodygach kwiatowych. Liście odziomkowe na początku i w środku cyklu ontogenetycznego okrągłe w zarysie, pierwszy niepodzielony, piąty (najbardziej podzielony) siedmioodcinkowy; siódmy (ostatni) niepodzielony, okrągły w zarysie lub nerkowaty. Liście łodygowe bardzo zmienne, najniższe podzielone na 7–11 segmentów. Kwiaty najczęściej niedoskonałe (mające mniej niż pięć płatków). Dno kwiatowe walcowate.

### Gatunki podobne
Jaskier Amalasunty należy w obrębie jaskrów różnolistnych do grupy Ranunculus pleiophyllus Dunkel, której przedstawiciele odznaczają się między innymi liśćmi odziomkowymi okrągłymi w zarysie i o szerokich (czasem nawet nakrywających się wzajemnie) odcinkach (gr. πλείων – pełniejszy, φύλλον – liść). Najbardziej podobny do R. dirlovus jest R. pleiophyllus Dunkel, znany między innymi z Meklemburgii-Pomorza Przedniego, różniący się podzielonymi wczesnymi liśćmi odziomkowymi, mniejszymi liśćmi łodygowymi i szczegółami budowy dna kwiatowego.
Wskazano również, iż nierzadko trafiają się osobniki mniej typowe, wykształcające wyłącznie liście niepodzielone (pierwszy i ostatni w cyklu), które niewprawni botanicy mogliby pomylić z jaskrem kaszubskim.

## Lokalizacja typowa, materiał typowy, rozmieszczenie geograficzne
Jako lokalizację typową wskazano okolice Ostrowca w powiecie sławieńskim. Ponadto podano sześć innych stanowisk położonych w okolicach Darłowa i Sławna. Holotyp został złożony w Zielniku Wydziału Biologii Uniwersytetu Warszawskiego (akronim WA według Index Herbariorum), izotyp w zielniku Muzeum Ewolucji w Uppsali (UPS), a paratyp w zielniku Uniwersytetu Pomorskiego w Słupsku (SLTC).